# 1606 en musique classique
| \| • Retour à la chronologie générale de la musique classique • \| |
| Grèce • Rome • Haut Moyen Âge • VIIIe siècle • IXe siècle • Xe siècle • XIe siècle XIIe siècle • XIIIe siècle • XIVe siècle • XVe siècle • XVIe siècle • XVIIe siècle XVIIIe siècle • XIXe siècle • XXe siècle • XXIe siècle |
| • Retour à la chronologie générale de la musique classique • |

| Années en musique classique : 1603 - 1604 - 1605 - 1606 - 1607 - 1608 - 1609    |
| Décennies en musique classique : 1570 - 1580 - 1590 - 1600 - 1610 - 1620 - 1630 |

## Naissances
- 4 mars : Erasmo Bartoli, compositeur, organiste et pédagogue italien († 15 juillet 1656).

## Décès

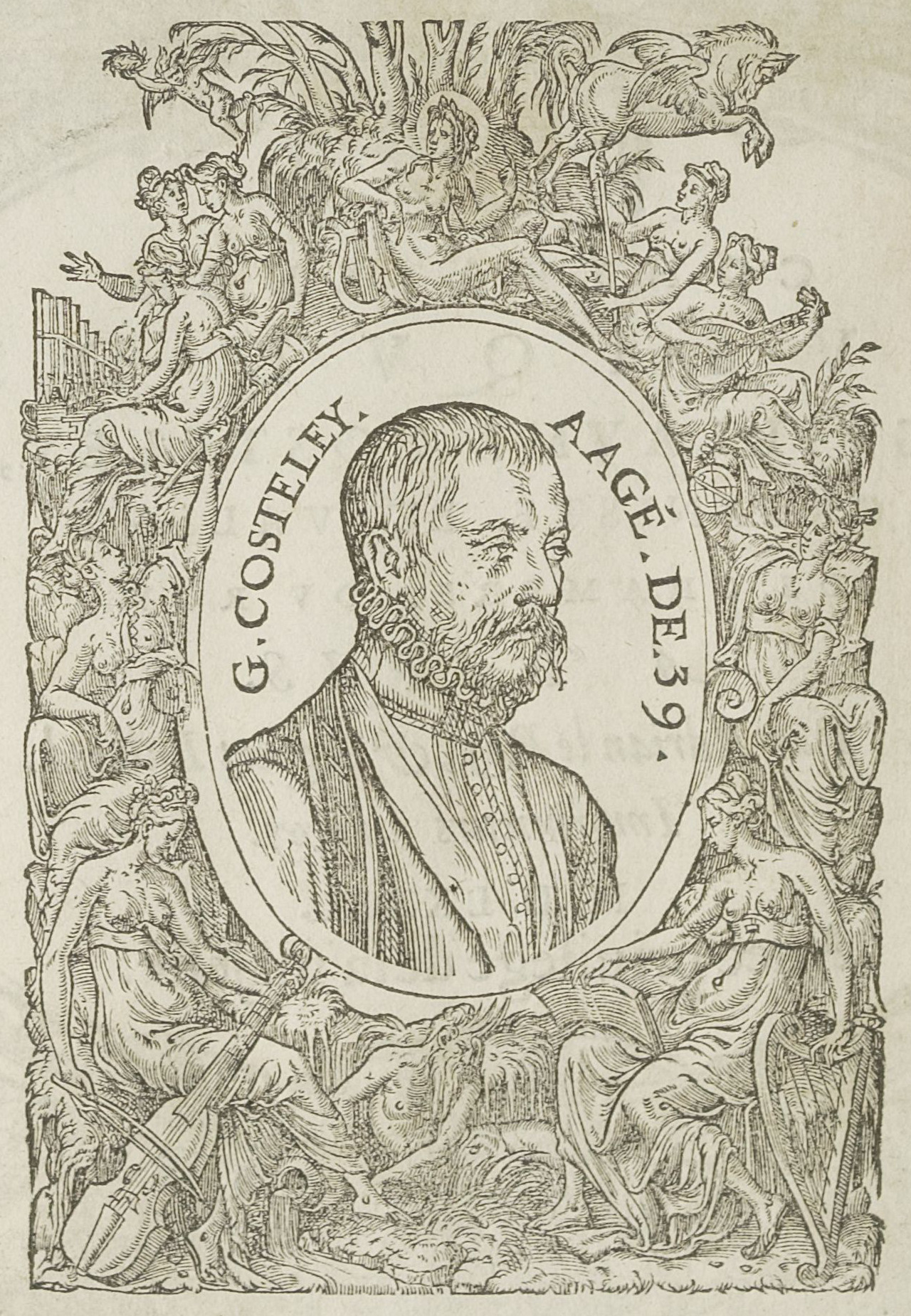
Guillaume Costeley

- 1er février : Guillaume Costeley, compositeur français (° vers 1530).
- Leonhard Lechner, compositeur allemand (° 1553).